# Pont de l'île de Tuti
Le pont de l'île de Tuti est un pont du Soudan, franchissant le Nil Bleu et reliant l'île de Tuti à Khartoum.

## Description

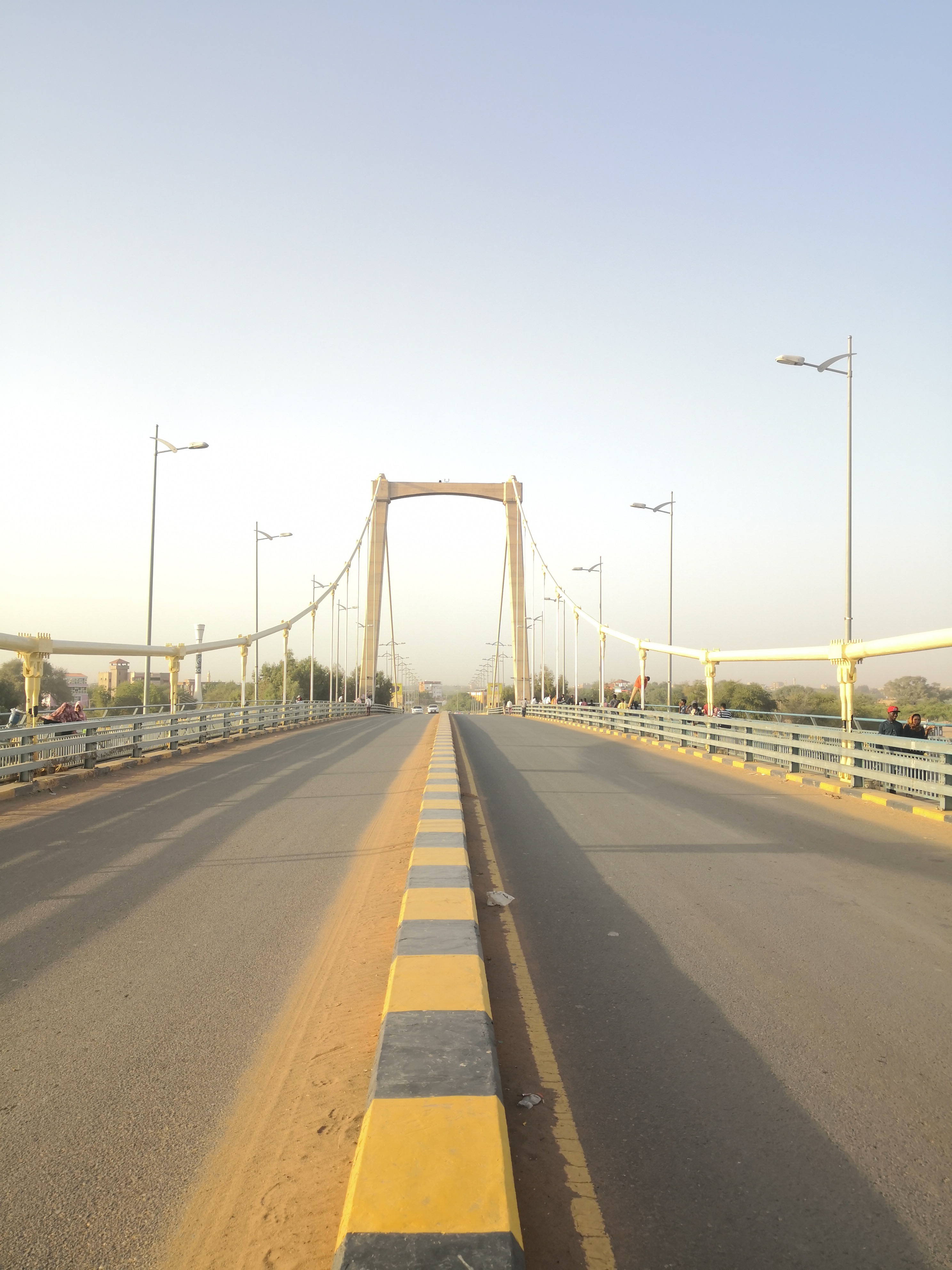
Arrivée sur le pont de Tuti.

Le pont de l'île de Tuti est un pont suspendu d'une portée de 210 m. Construit entre 2004 et 2009, il constitue la seule voie d'accès routière à l'île de Tuti, située au confluent du Nil Bleu et du Nil Blanc au milieu de l'agglomération de Khartoum.